# Wolfgang Ruppel
Wolfgang Ruppel (Hamburgo, 18 de fevereiro de 1929) é um físico experimental alemão, que trabalha com física do estado sólido.
Ruppel estudou na Universidade de Karlsruhe, em Grenoble e na Universidade de Braunschweig, e esteve depois do doutorado em 1955 pesquisador nos laboratórios da Radio Corporation of America (RCA) em Zurique e na Universidade de Princeton. Após a habilitação em 1964 em Karlsruhe (Photospannungen in Photoleitern) foi lá em 1965 professor ordinário de física aplicada. Com Gottfried Falk desenvolveu em Karlsruhe os Karlsruher Physikkurs e escreveu com ele diversos livros-texto sobre didática da física.

## Obras
- com Gottfried Falk: Mechanik, Relativität, Gravitation. Springer 1973.
- com Gottfried Falk: Energie und Entropie. Springer 1976.
- The Photoconductor-Metal Contact. Semiconductors and Metals Vol. 6, 1970.